# فرانکلین ای. دیویس
فرانکلین آرنولد دیویس (به انگلیسی: Franklin A. Davis) (زاده ۱ آوریل ۱۹۳۹) شیمیدان و استاد دانشگاه تمپل در فیلادلفیا، پنسیلوانیا است. او بیشتر به خاطر توسعه واکنشگرهای گوگرد-نیتروژن از جمله N-سولفونیل‌اگزازیریدین برای اکسایش و هیدروکسیل‌دار کردن نامتقارن و N-سولفونیل ایمین برای سنتز نامتقارن مشتقات کایرال آمین، مشهور است. واکنشگرها معمولاً به ترتیب اگزازیریدین‌های دیویس و سولفینامیدهای دیویس نامیده می‌شوند. اکسایش دیویس و واکنشگر دیویس هر دو به نام او نامگذاری شده‌اند.